# Reynosa
|  | Aquest article tracta sobre una ciutat mexicana . Si cerqueu una ciutat espanyola , vegeu «Reinosa». |

Reynosa és una ciutat mexicana de l'estat de Tamaulipas, ubicada al nord-oest del país, a la frontera amb els Estats Units, i és capçalera del municipi homònim. Limita al nord, amb els comtats nord-americans d'Hidalgo i Pharr, de l'estat de Texas. El 2005, Reyonsa era el municipi més poblat de l'estat de Tamaulipas, amb poc més de cinc-cents mil habitants. Fou fundada el 14 de març de 1749.